# Оса Ларшон
Оса Ларшон (на шведски: Åsa Larsson) е шведска данъчна адвокатка, сценаристка и писателка на произведения в жанра трилър, криминален роман и фентъзи.

## Биография и творчество
Оса Елена Ларшон е родена на 28 юни 1966 г. в Упсала, Швеция. Когато е четиригодишна семейството се премества в Кируна, където тя израства. Следва право в университета в Упсала. След дипломирането си работи като данъчен адвокат в окръжните съдилища на Йевле и Стокхолм и в окръжния съд в Нюшьопинг. Започва да пише след раждането на първото си дете.
Първият ѝ роман „Слънчева буря“ от поредицата „Ребека Мартинсон“ е издаден през 2003 г. Адвокатката Ребека Мартинсон се завръща в родната Коруна, за да помогне на приятелката си от детството Сана, чийто брат свещеник е станал жертва на брутално убийство, а тя е главната заподозряна. Ребека трябва да ѝ помогне да отхвърли обвиненията на амбициозния прокурор и решителната полицайка, работещи по случая, което е много трудна задача. Книгата става бестселър и получава наградата на Шведската академия за най-добър първи криминален роман. През 2007 г. романът е екранизиран в едноименния филм с участието на Изабела Скорупко и Микаел Персбранд.
Следващият роман от поредицата, „Погълнатата от земята кръв“, е издаден през 2004 г. Две години след първия случай, Ребека Мартинсон отново се връща в Кируна, където амбициозната полицайка Ана-Мария Мела е решена да разкрие бруталното убийството на свещеничка. А скоро убиецът ще вземе нова жертва. Романът получава наградата за най-добър шведски криминален роман за годината. В периода 2017 – 2020 г. романите от поредицата са екранизирани в успешния телевизионен сериал „Ребека Мартинсон“ с участието на Саша Захариас и Айда Енгвол.
В периода 2014 – 2018 г. заедно с Ингела Корсел създават фентъзи поредицата за деца „Пакс“ илюстрирана от карикатуриста Хенрик Йонсон. Тя представя истории за братята Алрик и Виго от Мариефред, които се озовават в центъра на драма от тайни библиотеки, магия и чудовища, истории които са свързани с феномени, същества и предмети от старонорвежката митология.
Произведенията ѝ са преведени на над 20 езика по света.
Оса Ларшон живее със семейството си в Мариефред.

## Произведения

### Поредица „Ребека Мартинсон“ (Rebecka Martinsson)
1. Solstorm (2003) – награда за най-добър първи криминален роман[2][3]
Слънчева буря, изд.: „Емас“, София (2017), прев. Радослав Папазов
2. Det blod som spillts (2004) – награда за най-добър шведски криминален роман за годината
Погълнатата от земята кръв, изд.: „Емас“, София (2019), прев. Ева Кънева
3. Svart stig (2006)
4. Till dess din vrede upphör (2008)
5. Till offer åt Molok (2012)
6. Fädernas missgärningar (2021)

### Поредица „Пакс“ (Pax) – с Ингела Корсел
1. Nidstången (2014)[2]
2. Grimmen (2014)
3. Mylingen (2015)
4. Bjäran (2015)
5. Gasten (2015)
6. Näcken (2016)
7. Pestan (2016)
8. Vitormen (2017)
9. Maran (2017)
10. Draugen (2018)}}

### Сборници
- Systrarna Hietala (2007) – разкази[2]
- Guds starka arm (2009) – разкази, с Лена Андерсон

### Екранизации
- 1997 Vita lögner – тв сериал
- 2007 Solstorm
- 2017 – 2020 Rebecka Martinsson – тв сериал, 16 епизода, продуцент